# 2. Floorball-Bundesliga 2023/24 (Frauen)
Die 2. Floorball-Bundesliga 2023/24 der Damen ist die erste Spielzeit der 2. Damen-Floorball-Bundesliga. Sie findet in der Großfeld-Variante statt und ist die zweithöchste Spielklasse deutschen Floorball. Die Red Devils Wernigerode und der Floorball-Club München zogen sich freiwillig aus der Bundesliga zurück. Der FBC Havel kommt als neues Damen-Großfeld-Team hinzu.

## Teilnehmende Mannschaften
Folgende Mannschaften nehmen an der Saison 2023/24 teil:
- Red Devils Wernigerode
- FBC Havel
- Floorball-Club München

## Modus
Der Spielbetrieb findet in Turnierform statt, wodurch zwei Spiele an einem Tag in gekürzter Spieldauer (3× 15 min) stattfinden. Da fünf Spieltage stattfinden, spielt somit jedes Team jeweils fünfmal gegen jedes andere. Wernigerode wird nur einen Heimspieltag haben.
Die beiden bestplatzierten Teams haben die Möglichkeit zum Aufstieg in die 1. FBL Damen. Der Meister steigt direkt auf. Das zweitbestplatzierte aufstiegsberechtigte Team der 2. FBL Damen spielt gegen den Sieger der Play-down-Serie der 1. FBL Damen. Der Sieger der Relegation nimmt in der folgenden Saison an der 1. FBL Damen teil. Aufstiegsberechtigt sind Teams, die keinen Aufstiegsverzicht erklärt haben. Sofern ein Verein bereits ein Team in der 1. FBL Damen im Spielbetrieb hat, ist ein weiteres Team dieses Vereins nicht aufstiegsberechtigt.

## Tabelle
| Pl. | Verein                     | Sp. | S | U | N | SDS | SDN | Tore  | Diff. | Pkt. |
| --- | -------------------------- | --- | - | - | - | --- | --- | ----- | ----- | ---- |
| 1.  | Red Devils Wernigerode (A) | 8   | 7 | 0 | 1 | 0   | 0   | 52:23 | +29   | 21   |
| 2.  | Floorball-Club München (A) | 8   | 3 | 0 | 5 | 0   | 0   | 23:26 | −13   | 9    |
| 3.  | FBC Havel (NE)             | 8   | 2 | 0 | 6 | 0   | 0   | 20:36 | −16   | 6    |

(A) – (freiwillige) Absteiger aus der Bundesliga 2022/23

(N) – Neueinsteiger in den Damen Großfeldspielbetrieb